# Плотин
Плоти́н (др.-греч. Πλωτῖνος; 204/205 н.э., Ликополь, Египет, Римская империя — 270 н.э., Минтурны, Кампания) — античный философ, основатель неоплатонизма. Систематизировал учение Платона о воплощении триады в природе и космосе. Определил Божество как неизъяснимую первосущность, стоящую выше всякого постижения и порождающую собой всё многообразие вещей путём эманации («излияния»). Пытался синтезировать античный политеизм с идеями Единого. Признавал доктрину метемпсихоза, на которой основывал нравственное учение жизни. Разработал сотериологию неоплатонизма.

## Биография
Родился в Ликополе, в Нижнем Египте. Молодые годы провёл в Александрии, в то время одном из крупнейших центров культуры и науки. В 231/232—242 учился у философа Аммония Саккаса. В 242, чтобы познакомиться с философией персов и индийцев, сопровождал императора Гордиана III в персидском походе. В 243/244 вернулся в Рим, где основал собственную школу и начал преподавание. Здесь сложился круг его последователей, объединяющий представителей различных слоев общества и национальностей. В 265 под покровительством императора Галлиена предпринял неудачную попытку осуществить идею платоновского государства — основать город философов, Платонополь, который явился бы центром религиозного созерцания. В 259/260, уже в преклонном возрасте, стал фиксировать собственное учение письменно. Фрагментарные записи Плотина были посмертно отредактированы, сгруппированы и изданы его учеником Порфирием. Порфирий разделил их на шесть отделов, каждый отдел — на девять частей (отсюда название всех 54 трактатов Плотина — «Эннеады», αἱ Ἐννεάδες, «Девятки»).

## Учение

### Единое, Ум, Мировая душа
В центре философии Плотина — диалектика трёх основных онтологических субстанций — Единого, Ума и Души. Плотин впервые даёт чёткий систематический анализ этой триады, фрагментарно намеченной у Платона. Наиболее оригинальным является учение Плотина о Едином как трансцендентном начале, которое превышает всё сущее и мыслимое и ему предшествует.

Всякая вещь как таковая прежде всего отлична от всего иного, как некое уникальное «одно». Поэтому Единое, нераздельно присущее всему сущему, есть и всё сущее, взятое в нераздельном множестве, и всё сущее, взятое в абсолютной единичности. Таким образом, из Единого всё «изливается», «произрастает» по природе этого положения, без убыли породителя и без его сознательного волеизъявления
, но исключительно по необходимости его природы. Оно есть источник всего сущего, сам не имеющий никакого начала, но являющийся «началом всех рек, которые ещё не вытекли оттуда, но уже знают, откуда они начнут вытекать и куда потекут».
«Единое не есть сущее, но родитель его, и это — как бы первое рождение, ибо, будучи совершенным, так как ничего не ищет, ничего не имеет и ни в чём не нуждается, Оно как бы перелилось через край и, исполненное Собою, создало иное.»
Единое (др.-греч. τὸ Ἕν), выступая как первосущность, не является ни разумом, ни потенциальным предметом разумного познания. Иерархия бытия распространяется от Единого, по ступеням Его нисхождения до материи — низшей границы. Процесс этого нисхождения (и одновременно — творения всего сущего) называют эманацией (лат. emanatio — вытекание, проистечение). Поскольку по мере этого движения происходит поэтапное отделение и отдаление от всеблагого Единого, этот процесс может быть также назван и «деградацией» (от лат. gradus — шаг, ступень). Космос находится в постоянном вращении и смене ступеней бытия; в то же время Универсум у Плотина остаётся статичным, ибо единое первоначало, Благо, которое над всем существует, неизбывно.
Это совершенное первоначало, сверхчувственное и сверхмыслимое, является неизречённым, абсолютным благом. Как «источник наполняет реки, сам ничего не теряя, как солнце освещает тёмную атмосферу, нисколько не потемняясь само, как цветок испускает свой аромат, не становясь от этого без запаха» — так Единое изливает себя, не теряя своей полноты, неизменно пребывая в себе".
Вторая ипостась — Ум (нус, νοῦς) — рождается как следствие этой эманации Единого. Порождённые Умом мысли, идеи, образы, как и сам Ум, продолжают быть в общении и единении с абсолютным благом.
Здесь Плотин использует неопифагорейское учение о «двоице», первом различии и «дерзости», ставшей причиной перехода Единого во множество. Ум «дерзнул» отпасть от Единого, Душа — от Ума. Промежуточную ступень между первой и второй ипостасями составляет число — принцип каждой вещи и всего невещественного. Неразличимое Единое, приходя к различению при помощи числа, достигает качественно-смыслового различения в Уме. Единое, переполняясь самим собой, требует перехода в иное; поскольку оно остаётся постоянным и не убывает, иное только «отражает» его, и таким образом [Ум] является умопостигаемым образом непостигаемой сущности.
Третья ипостась — Мировая душа (псюхе, ψυχή) — следствие нисхождения Ума. Душа уже не мыслит себя как принадлежность Единому, но лишь стремится к Нему. Душа порождает материю — начало физического и чувственного мира.
Каждая последующая ипостась, всё более отдаляющаяся от источника, несёт в себе всё меньше активности и потенциальности. Крайняя стадия «деградации» — материя — представляет собой лишь полностью лишённую формы пассивность.
По Плотину, существуют два вида, две части души: высшая и низшая. Низшая есть [человеческая] природа и обращена к материи (плотности и темноте); высшая есть божественная причастность и обращена к духу (бесконечности и свету). С точки зрения плотиновского мистицизма, высшая рождается от богов и бесплотных звёздных духов; низшая размножается в царствах демонов, людей, животных, растений и минералов.

### Многое
Чувственный космос имеет у Плотина так же иерархическое строение — все возрастающее ослабление воплощения эйдосов по мере движения от «высшего неба» к «земле» — и характеризуется тождеством самосознания и самодеятельности на всех ступенях.
Времени как становлению предшествует нестановящаяся вечность, которая в сравнении с чистым эйдосом также есть вечное становление — живая вечность или вечная жизнь. Время не есть ни движение, ни число или мера движения, ни другие его атрибуты. Время есть Бытие́ вечности, её подвижный образ или вечная энергия «мировой души».
Материю Плотин рассматривает как лишённое всякой метафизической самостоятельности многое. Материя — только «восприемница» вечных идей, эйдосов; она лишена качества, количества, массы и т. п.; в чистом виде представляет собой не более чем субстрат изменений, бесконечную неопределённость, не-сущее.
В сравнении с вечно сущими эйдосами материя есть принцип их разрушения и потому — первичное неизбежное зло. Однако, хотя в силу этого чувственный мир является соответственно неразумным и злым, в то же время он разумен и прекрасен, поскольку в чувственно воспринимаемом образе проявляет свой идеальный первообраз, так как причастен божественной сущности.

### Душа
Плотин неизменно следует Платону в учении о бессмертии души, о нисхождении её с неба на землю и обратном восшествии на небо, об укорененности всех индивидуальных душ в единой «мировой душе», о знании как припоминании и т. д. Концепция восхождения души от чувственного состояния к сверхумному экстазу составляет основу мистицизма Плотина. Достижение истинного божественного бытия, воссоединение с Единым он считает целью человеческой души. К методам возвращения к Единому, описанным Платоном (добродетель, диалектика, любовь), Плотин добавляет свой — путь мистического единения, «выхода из себя» (экстаз). Термин «экстаз» используется им для описания сверхумного созерцания, когда душа, отбросив всё интеллектуальное и чувственное, возвышается над областью бытия-ума (нуса) и с воодушевлением непосредственно соприкасается со сверхбытийным Единым.
В целом «душа» для Плотина есть смысловое функционирование Ума за его пределами, «логос ума». Душа для Плотина есть нечто единое и неделимое, субстанция; в своей основе она неаффицируема и бестелесна. Поэтому Плотин критикует пифагорейское учение о душе как о гармонии тела, отвергает концепцию аристотелевской энтелехии и натуралистического учения стоицизма о пневме (душу никак нельзя представлять атомистически, как простую множественность психических состояний).

## Сотериология
Учение об очищении, спасении души впервые разработано Плотином как неотдельная, полагающая часть философской системы. Возвращение души к Божеству совершается в обратном возвышении её до него.
По мере сгущения материи божественное начало всё более окутывается оболочками природы и оттесняется от Единого. Как свет и тепло ослабевают по мере удаления от источника и исчезают во мраке и холоде, так эманации божественной силы через ум и душу постепенно ослабевают, пока не доходят до полного «замерзания» в материи, лишённой истины и блага, являющейся необходимым злом по своей удалённости от божественного.
Мир преображается и возвращается к божественному сознательными усилиями ума и души. Это происходит во-первых эстетически, когда душа приобщается к той подлинной красоте, которая проникнута идеальным смыслом; во-вторых, этически, когда в [молитвенном] труде, аскетическом подвиге происходит обожествление человека. Благо (и таким образом истинное блаженство) заключается в том, чтобы в состоянии экстаза прийти к полному единению с божеством, к чему ведут аскеза и добродетель, творчество и созерцание, подлинная любовь.
Плотин выделяет следующие шаги этого пути:
1. Возвышение над чувственностью; бесстрастное, отстранённое отношение к ней как к предмету/инструменту познания, но не вожделения.
2. Любовь и влечение (эрос, ἔρως) к подлинно прекрасному.
3. Отвлечённое, «абстрактно-математическое» мышление.
4. Чистое, отстранённое умозрение (диалектика идей).
5. Экстаз опрощения, в котором дух становится предельно простым и таким образом единым с божеством, сливаясь и совпадая с ним.

## Прекрасное
У Плотина отсутствует своя полноценная и разработанная эстетическая теория, но Плотин написал целый трактат посвященный красоте, прекрасному. Так, из трактата «О прекрасном» можно узнать воззрения Плотина на этот счёт. Учение Плотина о прекрасном тесно связано с ядром всей его философии, а именно с Единым, Умом и Душой. При этом, если вкратце написать иерархию красоты, то получается нечто подобное: тело прекрасно душой, душа прекрасна умом, ум прекрасен благом (или же Единым). В самом начале трактата речь идёт о том, что прекрасное обнаруживается преимущественно в том, что доступно зрению, но всё-таки Плотин признаёт, что прекрасное есть и в слышимом, например, в том, как составлены речи. Также прекрасное есть в музыке, причём во всякой, здесь Плотин соглашается с утверждением, что напевы и ритмы тоже бывают прекрасны. Для тех же, кто намерен подняться от чувственного к горнему, открываются прекрасные нравы, поступки, образ жизни и красота добродетелей.
Плотин задаётся вопросом, как и благодаря чему прекрасное становится прекрасным. Он отвечает на этот вопрос следующим образом: «согласимся, что многое прекрасно не само по себе, не от своей основы — например, тела — а по причастности». В самом деле, одни и те же тела представляются то прекрасными, то нет, но поскольку быть телами — это одно, а быть прекрасным — другое, значит, что-то ещё присутствует в телах. Благодаря своей причастности прекрасному, к идее прекрасного, тело становится таковым. В этом же трактате Плотин спорит с учением стоиков, утверждавших, что прекрасное состоит из нескольких частей, и только благодаря симметрии и соразмерности, это нечто становится прекрасным. Таким образом, мы можем сделать вывод, что простота не будет являться прекрасной, но тогда возникает вопрос: как из безобразных простых вещей может возникнуть прекрасное? Плотин утверждает, что если прекрасно целое, то с необходимостью должны быть прекрасны и составные части этого целого, поскольку из безобразных простых вещей не может возникнуть прекрасная составная вещь. В качестве простых, но прекрасных вещей, Плотин приводит солнечный луч, сияние звёзд, а так же пишет о том, что среди звуков — простые будут исключены из числа красивых, но признаёт, что часто в композиции, которая красива целиком, красив и каждый отдельный звук.
Каким ещё образом может стать душа прекрасной? Возвысившись к уму, душа ещё в большей степени оказывается таковой. А Ум и всё от ума исходящее — красота, близкая ей и никак не чуждая — потому что тогда она действительно есть только душа. Поэтому вполне справедливо говорят, что стать благой и прекрасной для души означает уподобиться богу, поскольку от него — красота и прочий удел сущих. Вернее будет сказать, сами сущие и есть красота, тогда как иная природа — безобразие и (что то же самое) первичное зло. По мнению Плотина, благое и прекрасное, или же благо и красота — это тождественные друг другу понятия. При этом первым нужно полагать красоту, каковая есть, и благо; непосредственно от неё — ум, то есть прекрасное; душа становится прекрасна благодаря уму. Всё остальное уже исходит от души, которая делает прекрасным и то, что в делах и в обычаях людских. И точно так же тела, которые называют прекрасными — делает такими, конечно, душа: а именно, она, будучи божественным и, можно сказать, уделом красоты, коснувшись какого-либо тела и подчинив это тело себе, делает это нечто прекрасным, насколько это нечто может воспринять прекрасное.
Следует ещё добавить то, каким образом можно увидеть непостижимую красоту, которая есть идея красоты. Следует вступить в путь и пройти внутрь, оставив вовне взоры очей и не обращаясь к прежнему блеску тел, потому что увидевший телесную красоту не должен к ней устремляться, телесная красота есть лишь напускное, ложное. Человек, стремившийся к прекрасному, должен понимать, что чувственно воспринимаемая красота только подобие, тень, и что следует всячески стремиться к тому, чему подобием она является.
Поэтому прежде станет весь боговиден человек, стремившийся узреть божество и прекрасное: потому что сначала в своём восхождении он достигнет ум, и там увидит все виды в их красоте: и признаёт, что красота — в этом, то есть в идеях, поскольку всё благодаря им — порождениям ума и бытия.
В конце трактата «О прекрасном» Плотин выстраивает иерархию прекрасного. Согласно ему, самое прекрасное — Единое, первоначало. Единое есть источник красоты, только благодаря существованию Единого и возможна красота. Далее идёт Ум — первичная красота. После ума следует душа, которая воплощает в себе ум. И тело — подчинённое душе. Из этого следует, что красота может быть только умной, так как душевная и телесная красота только помогает подготовиться к восприятию истинной красоты.

## Влияние
Осуществлённая Плотином систематизация учения Платона легла в основу многовековой традиции неоплатонизма. Широкое проникновение идей Плотина в европейскую культуру происходит через Макробия и особенно Августина.
Плотин оказал значительное влияние на средневековую философию и особенно на мыслителей Возрождения. Прямое знакомство с философией Плотина происходит в XV веке благодаря латинским переводам Марсилио Фичино. Под влиянием Плотина находились английские (А. Шефтсбери, Дж. Беркли) и немецкие (Ф. В. Шеллинг, Г. Гегель) идеалисты; также И. В. Гёте и представители йенского романтизма.

## Произведения
В оригинале сочинения Плотина впервые изданы в Базеле в 1580; ранее в латинском переводе Марсилио Фичино в Венеции (1492). Новейшие издания:
- В серии «Collection Budé» «Эннеады» изданы в 7 томах (Texte établi et traduit par E. Bréhier, v. 1—6. — Paris—Bruxelles, 1924—1938).
- Opera, ed. P. Henry et H. R. Schwyzer, v. 1—2. — Paris—Bruxelles, 1951—59.
- В серии «Loeb classical library» «Эннеады» изданы в 7 томах (под № 440—445, 468) в английском переводе А. Х. Армстронга.
- Английский перевод У. К. С. Гатри (1918) в хронологическом порядке трактатов: Vol. I (1-21); Vol. II (22-33); Vol. IV (46-54)

Русские переводы:
- Избр. трактаты, «Вера и разум», 1898, № 8, 9, 11, 13, 14, 17, 19; 1899, № 2, 6, 11—15; 1900, № 18—21.
  - переизд.: М., 1994.
- В кн.: Лосев А. Ф., Античный космос и современная наука. — М., 1927.
- В сборнике: Античные мыслители об искусстве. — М., 1938. — С. 244—53.
- В кн.: История эстетики, т. 1. — М., 1962. — С. 224—35.
- В кн.: Антология мировой философии, т. 1, ч. 1. — М., 1969. — С. 538—54.
- Плотин в русских переводах. (Серия «Античная библиотека»). — СПб.: Алетейя, 1995. — 669 стр. — 3000 экз.

Русские переводы последних лет:
- Плотин. Эннеады. В 7 т. / Пер. Т. Г. Сидаша под ред. О. Л. Абышко. (Серия «Plotiniana»). — СПб.: Издательство Олега Абышко, 2004—2005.
  - [Т. 1] Первая эннеада. 2004. — 320 стр.
  - [Т. 2] Вторая эннеада. 2004. — 384 стр.
  - [Т. 3] Третья эннеада. 2004. — 480 стр.
  - [Т. 4] Четвёртая эннеада. 2004. — 480 стр.
  - [Т. 5] Пятая эннеада. 2005. — 320 стр.
  - [Т. 6] Шестая эннеада. Трактаты I—V. 2005. — 480 стр.
  - [Т. 7] Шестая эннеада. Трактаты VI—IX. 2005. — 416 стр.
- Плотин. Трактаты 1-11. / Пер. Ю. А. Шичалина. — М.: ГЛК, 2007.
- Плотин. О благе или едином / Пер. М. А. Гарнцева. // Логос, 1992. № 3. — С. 213—228.
- Против гностиков. / Пер. Л. Ю. Лукомского. // Академия. Вып. 1. — СПб., 1997. — С. 229—248.
- О свободе и волении единого (Enn. VI, 8). / Пер. Л. Ю. Лукомского. // Академия. Вып. 2. — СПб., 2000.
- Об уме, идеях и сущем. / Пер. Ю. А. Шичалина. // Философия природы в античности и в средние века. — М., 2000. — С. 257—273.
- Против гностиков (II 9). // ВФ. 2000. № 10.
- Плотин. О добродетелях. (I 2). / Пер. Д. В. Бугая // ВФ, 2002, № 8.
- Плотин. О диалектике. / Пер. Д. В. Бугая // ВФ, 2002, № 8.
- Плотин. О счастье (I 4). / Пер. Д. В. Бугая // ВФ, 2003, № 1.
- Плотин. О том, увеличивается ли счастье со временем. / Пер. Д. В. Бугая. // ВФ, 2003, № 9.
- Плотин. О первом благе и других благах / Пер. Д. В. Бугая // ВФ, 2003, № 9.
- Плотин. Об изведении / Пер. Д. В. Бугая // ВФ, 2003, № 9.
- Плотин. Об ощущении и памяти (IV 6) / Пер. Д. В. Бугая // ВФ, 2004, № 7.
- Плотин. Эннеады. / Пер. Т. Г. Сидаша[5]. — СПб: Издательский проект «Квадривиум», 2017—2020.
  - Плотин. Первая Эннеада / Перевод с древнегреческого Т. Г. Сидаша. — СПб: Издательский проект «Квадривиум», 2017. ISBN 978-5-7164-0716-9.
  - Плотин. Вторая Эннеада / Перевод с древнегреческого Т. Г. Сидаша. — СПб: Издательский проект «Квадривиум», 2017.
  - Плотин. Третья Эннеада / Перевод с древнегреческого Т. Г. Сидаша. — СПб: Издательский проект «Квадривиум», 2018.
  - Плотин. Четвертая Эннеада (Книга 1) / Перевод с древнегреческого Т. Г. Сидаша. — СПб: Издательский проект «Квадривиум», 2018.
  - Плотин. Четвертая Эннеада (Книга 2) / Перевод с древнегреческого Т. Г. Сидаша. — СПб: Издательский проект «Квадривиум», 2019.
  - Плотин. Пятая Эннеада / Перевод с древнегреческого Т. Г. Сидаша. — СПб: Издательский проект «Квадривиум», 2019.

## Переводчики Плотина на русский язык
- Малеванский, Григорий Васильевич
- Лосев, Алексей Фёдорович
- Самсонов, Николай Васильевич
- Шичалин, Юрий Анатольевич
- Блонский, Павел Петрович
- Сидаш, Тарас Геннадьевич